# Simon Episcopius

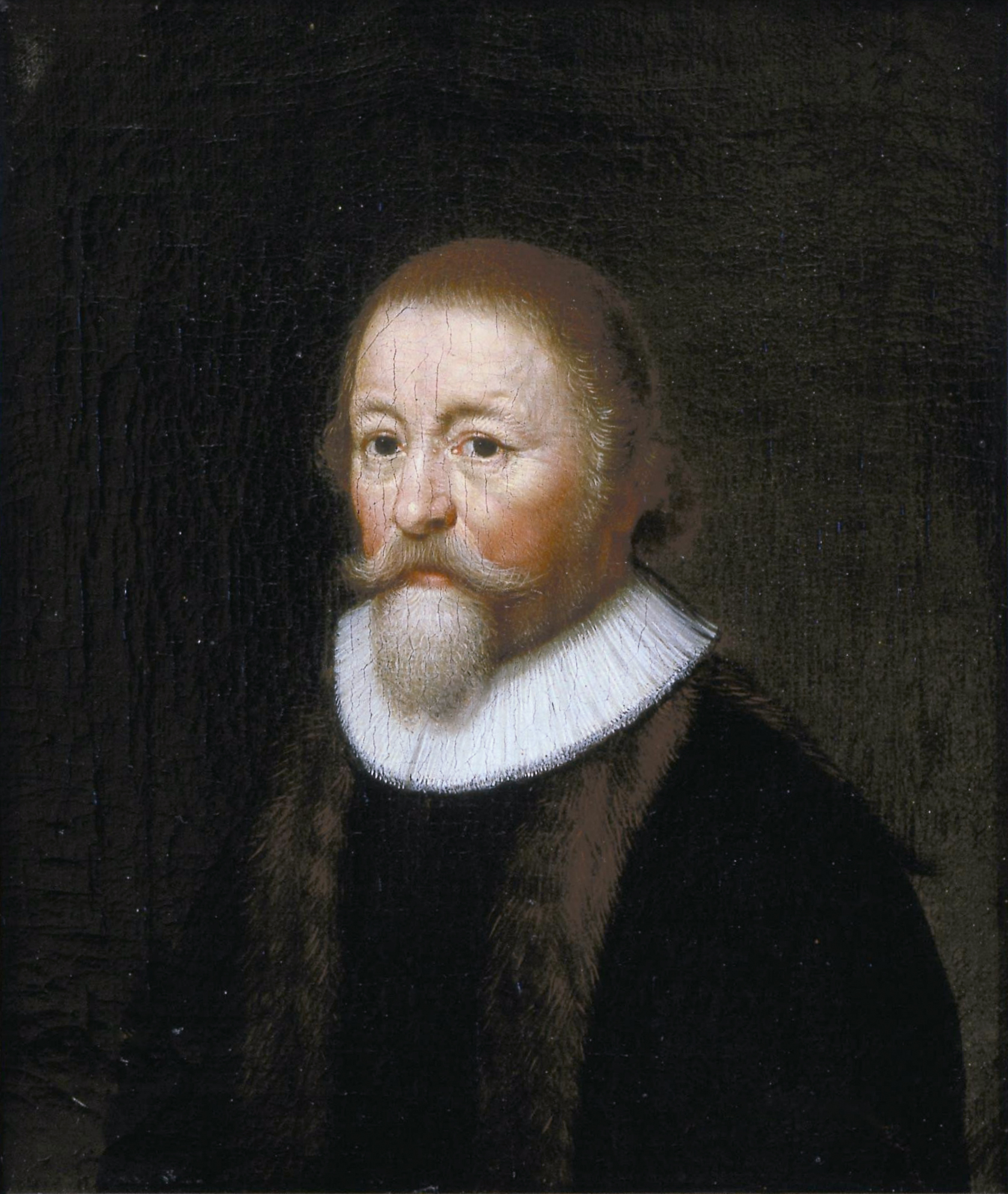
Simon Episcopius auf einem Kupferstich um 1630

Simon Episcopius (eigentlich Simon Bischop; * 8. Januar 1583 in Amsterdam; † 4. April 1643 in Amsterdam) war ein arminianischer Theologe und Professor des Remonstrantischen Seminars an der Universität von Amsterdam.

## Leben
Episcopius studierte in Leiden und Franeker. 1610 wurde er Prediger in Bleiswijk, einer Gemeinde in Südholland, kehrte aber bereits 1612 an die Universität Leiden zurück, wo er ab diesem Zeitpunkt als Professor lehrte.
Bereits während seiner Studienzeit war er mit der Lehre des Jacobus Arminius in Verbindung gekommen, 1610 war er Mitunterzeichner der Remonstrantie und trat auf der Dordrechter Synode als Wortführer der Remonstranten auf. Als die Synode im April 1619 den Arminianismus verurteilte, wurde auch Episcopius verbannt und begab sich zuerst nach Waalwijk und später nach Antwerpen. In Antwerpen hatte er bald Kontakt zu Jan Wtenbogaert und Nikolaus Grevinchoven, mit denen er zusammen die Leitung der Remonstrantschgereformeerde Broederschap übernahm.
1621 ging Episcopius nach Köln und von dort schon bald nach Antwerpen, dann nach Rouen und Paris. In die Niederlande kehrte er 1625 zurück und wurde Prediger in Rotterdam. 1629 wechselte er nach Amsterdam und wurde hier 1634 erste Professor des Remonstrantischen Seminars.

## Werke
- Confessio sive declaratio pastorum, qui in foederato Belgio Remonstrantes vocantur (lat. u. nrdl.). 1622
- Apologia pro confessione. 1629
- Opera theologica. Hrsg. von Stephan Curcellaeus u. a. 2 Bde. Amsterdam 1650 und 1665.